# Gheorghe Tătaru
Pour les articles homonymes, voir Tataru.
Gheorghe Tătaru (né le 5 mai 1948 à Bucarest en Roumanie et mort le 19 décembre 2004 à Iași) était un joueur de football international roumain.

## Palmarès

### Avec leSteaua Bucarest
- Champion de Roumanie en 1968
- Vainqueur de la Coupe de Roumanie en 1969, 1970 et 1971